# Ruidelamas
Ruidelamas es una localidad española perteneciente al municipio de Balboa, en la provincia de León, comunidad autónoma de Castilla y León.

## Geografía

### Ubicación
| Noroeste: Villarmarín | Norte: Villarmarín | Noreste: Chandevillar |
| Oeste: La Braña       |                    | Este: Balboa          |
| Suroeste Valverde     | Sur: Valverde      | Sureste: Quintela     |

## Demografía
Evolución de la población
| Gráfica de evolución demográfica de Ruidelamas entre 2000 y 2016   |
|                                                                    |
| Población de derecho (2000-2016) según el padrón municipal del INE |